# مارگیت مانستاد
مارگیت مانستاد (انگلیسی: Margit Manstad; ۲۱ ژوئیهٔ ۱۹۰۲ – ۲۳ مارس ۱۹۹۶) هنرپیشه اهل سوئد بود. از جمله فیلم‌های او می‌توان به چون دوست دارم، حس وحشت و گربه کوچه اشاره کرد.